# 中台良男
中台 良男（なかだい よしお、1943年〈昭和18年〉9月1日 - ）は、日本の政治家、元千葉県四街道市長（1期）。千葉県議会議員（4期、自由民主党）。

## 来歴
千葉県印旛郡旭村（のち四街道町、現・四街道市）出身。千葉県立市川工業高等学校卒。卒業後は日立製作所に入り、その後、総日機電(株)に移る。後に退社し、石油販売業を始め、有限会社なかだいを創立し、代表取締役となる。ほか四街道市商工会会長、市社会教育委員長などを務める。
自民党に入り、1976年四街道町議会議員に当選。四街道市議会議員を5期務め、議長となる。その後千葉県議会議員を2期務める。1996年、四街道市長小川進の死去に伴う市長選挙に立候補し、当選する。市長を1期務め、2000年の市長選挙に立候補し、再選を目指したが、歯科医師の高橋操に敗れた。2004年の市長選挙に再び立候補したが、落選した。2011年の千葉県議会議員選挙に立候補し、当選し、県議に復帰した。2015年に再選。2019年に落選した。